# Workshop

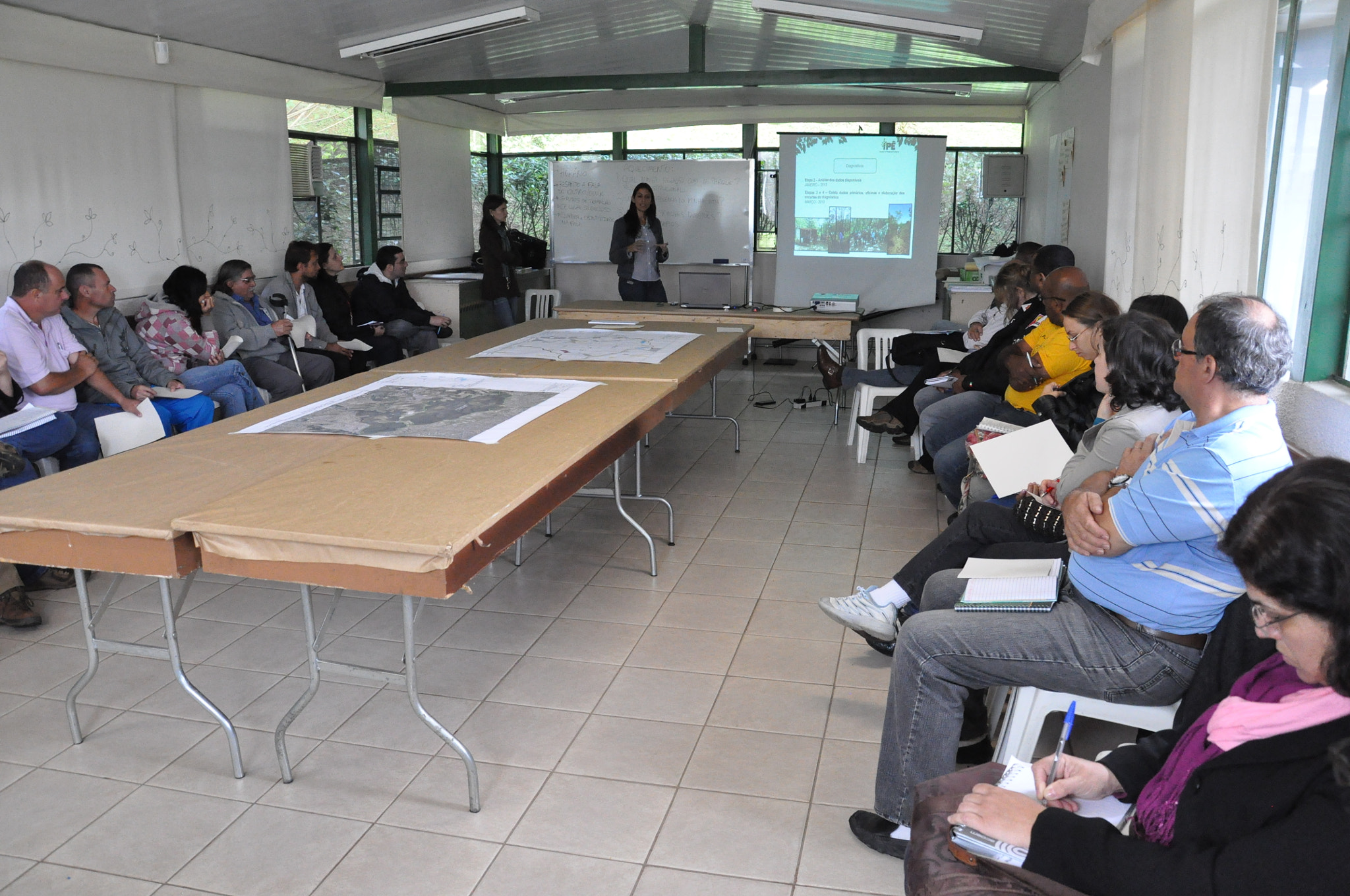
Agrar-Workshop in Brasilien

Ein Workshop (zu Deutsch Arbeitstagung, Arbeitssitzung, Arbeitskreis, Arbeitsgruppe, Kurs, Lehrgang, Seminar oder Denkwerkstatt) ist im Bildungswesen eine Veranstaltung, in der eine kleinere Gruppe mit begrenzter, kompakter Zeitdauer intensiv an einem meist praxisorientierten Thema arbeitet. Ein Kennzeichen ist dabei die kooperative und moderierte Arbeitsweise an einem gemeinsamen Ziel. 
In der Wissenschaft sind Workshops ein kleineres Gegenstück zu Konferenzen. Sie unterscheiden sich durch die engere Fokussierung auf ein Thema, eine kleinere Anzahl von Beiträgen und teilweise durch eine längere Diskussionsrunde nach den Präsentationen der Beiträge. In der Musik-, Kunst- oder Literaturnachwuchsförderung sowie verwandten Praxisfeldern versteht man unter Workshop das Zusammentreffen von arrivierten Anfängern mit namhaften Fachvertretern in meist ein- oder zweitägigen praxisorientierten Veranstaltungen.

## Moderation
Unter Moderation wird häufig noch die Diskussionsleitung verstanden. Moderation bedeutet eine Methode zur Steuerung der Kommunikation in Arbeitsgruppen, wobei die Gruppe kooperativ und gemeinschaftlich zu einem bestimmten Ziel oder Ergebnis geführt werden soll. Ergänzend zu geläufigen Gesprächsstrukturen, in denen ein Diskussionsleiter ein Gespräch lenkt und beeinflusst, soll die Moderation die motivierte, aktive Mitarbeit aller Beteiligten fördern. Das Ziel ist ein für alle nachvollziehbares, gemeinsam entwickeltes Ergebnis. Die Arbeit in Gruppen und die Moderation sind also untrennbar miteinander verbunden.
Praktische Erfahrungen zeigen, dass in Gesprächsrunden und Workshops häufig wertvolle Arbeitszeit durch unsystematische Gesprächsführung gebunden wird. Zwischenmenschliche Konflikte werden auf der Sachebene ausgetragen und Diskussionsinhalte zu den definierten Themen schweifen ab. In der Folge kommt es zur „Vertagung“ der eigentlich dringend benötigten Ergebnisse oder dem Abbruch eines erfolglosen Gesprächs.
Der Moderation kommt deshalb eine äußerst wichtige Rolle für die Erreichung der Ziele eines Workshops zu. Während die teilnehmenden Personen für die inhaltlichen Beiträge zuständig sind, hat die moderierende Person die Prozessverantwortung für den zeitlichen und strukturellen Ablauf sowie die Dokumentation der Ergebnisse. Durch gezielte Fragestellung oder Thesen unterstützt sie die Gruppe bei der Erarbeitung der Ergebnisse und sorgt dafür, dass der rote Faden im Meinungsaustausch erhalten bleibt. Die Inhalte und Ergebnisse des Workshops fasst sie in klarer und verständlicher Form zusammen.
Aufgaben der Moderation in einem Workshop sind:
- Definition des Workshop-Ziels,
- Gestaltung des Gesprächsverlaufs (Dramaturgie),
- organisatorische Vorbereitung,
- Einführung in die Thematik,
- Steuerung der Diskussion/des Gesprächs,
- inhaltliche Klärung bei Unklarheiten,
- Visualisierung und Dokumentation der Ergebnisse.

## Abgrenzung zu anderen Veranstaltungsarten
Der Workshop-Charakter ist gegeben, wenn
1. eine Gruppe außerhalb ihrer regulären Tätigkeit sich einen längeren Zeitraum für die spezielle Lösung einer Aufgabe nimmt und daran zusammen arbeitet,
2. die Ergebnisse über den Workshop hinaus wirken,
3. die Leitung von einer Moderation übernommen wird (möglich von außen),
4. gegebenenfalls Spezialisten mitarbeiten.

Außerdem: Aktive Teilnahme der Gruppenmitglieder, Visualisierung der Ideen und Beiträge sowie eine offene Planung in Reaktion auf die Gruppengeschehnisse.
Dagegen ist es kein Workshop, wenn primär Wissen vermittelt werden soll oder vermittelte Inhalte in der Veranstaltung geübt werden. Wissensvermittlung in Workshops dient nur der Hilfe zur Bewältigung von Aufgaben.
In moderierten Workshops kommen Menschen zusammen, die gemeinsam Strategien entwickeln, Probleme lösen oder voneinander lernen wollen. Je stärker dabei Interaktionen zwischen den Teilnehmern ausgelöst werden und je weniger Vorbereitetes präsentiert wird, desto mehr neue Erkenntnisse gewinnen die Teilnehmer durch das Lernen voneinander.
Online-Workshops werden über das Internet durchgeführt. Dabei wird ein elektronisches Meetingsystem (EMS) eingesetzt, das den Teilnehmern elektronische Werkzeuge zur Verfügung stellt, die die aus traditionellen Workshops bekannten Interaktionsformen wie Brainstorming (Brainwriting), Kategorisierung, Abstimmungen und Diskussionen unterstützen. Das EMS wird von einem Moderator gesteuert. Synchrone Online-Workshops werden regelmäßig durch eine Telefon- oder Webkonferenz ergänzt.
Mehrtägige Workshops, bei denen die meisten Teilnehmer nicht aus dem Veranstaltungsort kommen (sondern übernachten müssen), werden oft als Camp bezeichnet, im Internet-Bereich auch BarCamp.

## Typen
Bevor ein Workshop geplant wird, ist es notwendig, sich im Sinne einer Adressatenorientierung der Zielgruppe und das Thema ins Auge zu fassen und sich zu fragen, was mit dem Workshop erreicht werden soll. Im Bereich der Weiterbildung, insbesondere der Erwachsenenbildung, werden folgende Workshop-Typen laut Ulrich Lipp und Hermann Will unterschieden:
1.	Problemlöse-Workshop
Als Reaktion auf ein konkretes Problem einer Gruppe; Ist aufgebaut in der Definition des Problems, Festlegung der Ziele, Analyse der Einflussfaktoren, Entwicklung von Problemlösungen, Präsentation, Bewertung und Entscheidung, sowie einem abschließenden Maßnahmenkatalog.
2.	Konfliktlöse-Workshop
Eignet sich, um einen aktuellen Konflikt zwischen zwei Konfliktparteien zu klären. Im Ablauf zieht jede Partei zunächst positiv Bilanz (was gut gelaufen ist). Dann folgt eine Diagnosephase, worauf Perspektiven gefunden werden, die in Wünsche und Angebote münden, welche schlussendlich in einer Verhandlungsphase besprochen und mit einem Maßnahmenkatalog auch umgesetzt werden.
3.	Konzeptions-Workshop
Beispiel: Eine neue Konzeption für eine Bürgerinitiative: Zu Beginn wird das Aufgabenfeld abgesteckt, damit klar wird, welche Rahmenbedingungen gegeben sind. Darauf werden die Konzeptionsziele geklärt, das aufzeigt, was sich ändern soll am vorherigen Konzept. Ist das geschehen, werden die Konzeptionsinhalte in Gruppen ausgearbeitet, wie die Ziele erreicht werden können. Im Plenum werden die einzelnen Ideen bewertet, verdichtet und zur weiteren Verarbeitung an die Gruppen konkrete Arbeitsschritte weitergegeben. Erst dann, außerhalb des Workshops, wird die Konzeption erstellt.
4.	Entscheidungs-Workshop
Beispiel: Es soll eine Entscheidung für ein Modell zur Energiegewinnung gefällt werden. Zu Beginn des Workshops wird festgelegt, dass von allen Modellen (Formen der Energiegewinnung werden in manchen Modellen auch kombiniert) am Schluss nur eines übrig bleiben wird. Nun wird jedes Modell von einem Teilnehmer vorgestellt. Darauf werden Beurteilungskriterien gesammelt, um diese anschließend individuell zu bewerten. Auf Basis dessen werden drei Favoriten gekürt, die genauer betrachtet werden, um dann zu einer Entscheidung für ein Modell zu kommen.